# Eleição municipal de Sobral em 1982
A eleição municipal de Sobral em 1982 ocorreu em 15 de novembro do presente ano, conjuntamente com as escolhas de governadores, senadores e deputados. O prefeito era José Euclides Ferreira Gomes Júnior, que terminara seu mandato no início de 1983. Joaquim Barreto Lima (PDS) foi eleito prefeito de Sobral, em face das sub-legendas e do voto vinculado, que a legislação eleitoral permitia na época. Fazendo um cálculo, as sub-legendas do PDS obtiveram ao todo 39.242 votos (94,30%). Por isso, foi esperada a vitória expressiva do PDS no cenário estadual, em plena ascendência democrática.

## Resultado da eleição
| Partido | Candidatos a prefeito     | Candidatos a vice            | Votos Nominais |
| ------- | ------------------------- | ---------------------------- | -------------- |
| PDS-3   | Joaquim Barreto Lima      | Antônio Félix Ibiapina Filho | 17.108         |
| PDS-1   | José Parente Prado        | Hugo Alfredo Cavalcante      | 16.361         |
| PDS-2   | Aurélio Cavalcante Ponte  | José Frota Caneiro           | 5.773          |
| PMDB    | Rildson Magalhães Martins | José Lopes Ponte             | 2.297          |
| PT      | José Valmir Linhares      | José Aquino de Albuquerque   | 73             |

| Partido | Partido | Candidato       | Votos  | Votos (%) |
| ------- | ------- | --------------- | ------ | --------- |
|         | PDS     | Joaquim Barreto | 17 108 | 41,11%    |
|         | PDS     | José Prado      | 16 361 | 39,32%    |
|         | PDS     | Aurélio Ponte   | 5 773  | 13,87%    |
|         | PMDB    | Rildson Martins | 2 297  | 5,52%     |
|         | PT      | José Valmir     | 73     | 0,18%     |
| Totais  | Totais  | Totais          | 41 612 |           |